# Japoatã
Japoatã este un oraș în Sergipe (SE), Brazilia.